# Domenico Giacobazzi
Domenico Giacobazzi (Roma, 1444 – Roma, 2 luglio 1527) è stato un cardinale e vescovo cattolico italiano.
Fu un insigne giureconsulto e appassionato d'arte.

## Biografia
Di famiglia nobile, studiò teologia e ambe leggi, nel 1485 divenne avvocato concistoriale e nel 1493 uditore della Sacra Romana Rota, poi promosso a decano. Nel 1503 fu nominato canonico del capitolo di San Pietro in Vaticano.
L'8 novembre 1511 fu eletto vescovo di Nocera dei Pagani.
Il 1º luglio 1517 papa Leone X lo creò cardinale. Il 6 luglio dello stesso anno ricevette il titolo dei San Lorenzo in Panisperna, titolo che fu eretto in quella stessa occasione. Il 10 luglio optò per il titolo di San Bartolomeo all'Isola (un altro dei titoli eretti il 6 luglio), conservando però in commendam fino alla morte il titolo di San Lorenzo in Panisperna. Sempre nello stesso anno rinunciò alla cattedra di Nocera a favore del fratello Andrea.
Il 20 ottobre 1519 optò per il titolo di San Clemente. Dal 2 dicembre di quello stesso anno fu amministratore apostolico della diocesi di Cassano fino al 23 marzo 1523, quando rinunciò a favore del nipote Cristoforo Giacobazzi.
Partecipò ai conclavi del 1521-1522 e del 1523, che elessero Adriano VI e Clemente VII.
Nel 1524 il fratello Andrea morì e Domenico Giacobazzi riassunse la cattedra vescovile di Nocera, che mantenne fino alla morte.
L'11 gennaio 1527 divenne camerlengo del Sacro Collegio, carica che tenne fino alla morte.
Scrisse un trattato sulla storia dei concili.
Morì a Roma, secondo alcune fonti il 2 luglio 1527, probabilmente nella seconda metà dell'anno (il titolo di San Clemente fu riassegnato il 21 novembre) e sicuramente era già deceduto nel gennaio del 1528; fu sepolto nella chiesa di Sant'Eustachio.

## Successione apostolica
La successione apostolica è:
- Vescovo Andrea Giacobazzi (1519)